# Fryderyk III Hohenzollern
Fryderyk III, urodzony jako Friedrich Wilhelm Nikolaus Karl von Hohenzollern (ur. 18 października 1831 w Poczdamie, zm. 15 czerwca 1888 tamże) – cesarz niemiecki i król Prus, wolnomularz, dowódca wojskowy w stopniu feldmarszałka. Panował jedynie 99 dni, od 9 marca do 15 czerwca 1888. Zmarł na zapalenie płuc niedługo po wykonanej tracheotomii z powodu raka krtani pod postacią tzw. guza Ackermana.

## Dzieciństwo i młodość
Pochodził z dynastii Hohenzollernów, jego ojcem był przyszły cesarz niemiecki Wilhelm I Hohenzollern, a matką Augusta z Saksonii-Weimaru-Eisenach. Odebrał wszechstronne i staranne wykształcenie. Jego pierwszym wychowawcą i guwernerem był niemiecki archeolog i historyk Ernst Curtius. Po ukończeniu 18 lat przez jakiś czas kształcił się na Uniwersytecie w Bonn. Kolejne lata nauki wypełniły podróże. W 1851 roku wyjechał do Anglii na Wielką Wystawę Światową. Miłością następcy tronu była armia. Rozpoczął edukację wojskową. W wieku 10 lat otrzymał stopień podporucznika Pierwszego Pułku Gwardii. W okresie studiów w Bonn wiosnę lub lato zawsze spędzał na manewrach. Służbę w wojsku traktował jako zaszczyt. Cenił ją za jej sztukę, splendor i więzy braterstwa.

## Następca tronu
Książę Fryderyk angażował się w działalność kulturalną. Pasjonował się historią i archeologią. Zainspirował prace wykopaliskowe w Pergamonie i Olimpii. Opisywał ruiny i pomniki Bliskiego Wschodu. Dużo podróżował. Wraz z rodziną często bywał we Włoszech: w Rzymie, Florencji i Wenecji. Prowadził raczej proste, idylliczne życie. Od czasu do czasu pełnił też misje oficjalne. Był na pogrzebie zamordowanego cesarza Wszechrusi Aleksandra II. Odwiedził Hiszpanię króla Alfonsa XII. Złożył oficjalną wizytę papieżowi i królowi Włoch Wiktorowi Emanuelowi II. To nie były istotne zadania. Kanclerz Otto von Bismarck za aprobatą cesarza wyraźnie faworyzował młodego księcia Wilhelma. To Wilhelm, a nie Fryderyk, zapoznawany był z polityką zagraniczną, a także reprezentował cesarza Niemiec w Sankt Petersburgu na uroczystościach z okazji osiągnięcia przez cesarzewicza Romanowa pełnoletności.
Podczas wojny duńskiej (1864), służył jako oficer pod dowództwem Friedricha von Wrangla, a w wojnie z Austrią (1866) dowodził siłami zbrojnymi, które odniosły spory sukces podczas bitwy pod Sadową 3 lipca 1866. W wojnie prusko-francuskiej (1870–1871), mianowany na feldmarszałka również dowodził wojskiem, a po zwycięstwie stał się orędownikiem idei cesarstwa niemieckiego. Udział w sukcesach wojennych następcy tronu miał szef sztabu, hr. Leonhard von Blumenthal (1810–1900). Pomimo niechęci do Otto v. Bismarcka, po zjednoczeniu Niemiec 1871 roku, zaakceptował jego politykę. Dążył bezskutecznie do zawarcia przymierza niemiecko-brytyjskiego.
W 1885 roku gościł na zamku w Jarocinie, gdzie spotkał się z członkami urzędu miasta. Jak pisze Stanisław Karwowski w pracy Miasto Jarocin i jego dziedzice, następca tronu miał zwrócić się do jednego z urzędników: Pan z pewnością mówisz po polsku. Ten zaprzeczył: Niech Bóg uchowa! Na to Fryderyk odpowiedział, że jego zdaniem każdy urzędnik w Wielkim Księstwie Poznańskim powinien znać obadwa języki krajowe.

## Władca liberałów
Na przełomie roku 1886–1887 książę Fryderyk cierpiał na uporczywą chrypkę. Został zbadany przez lekarza. Pierwsze prognozy co do stanu zdrowia księcia nie budziły obaw. Wykryto niedużą narośl na gardle. Później okazało się, że to rak. Przeprowadzono konsultację. Badanie wykonane na początku listopada 1887 roku wykazało, że narośl na gardle jest jednak złośliwa. Fryderyk, nadzieja całego pokolenia liberałów niemieckich, został cesarzem 9 marca 1888 roku. Był już wówczas bardzo chory. Świadomy swego stanu zdrowia nie dokonał po objęciu tronu żadnych poważnych zmian. Kanclerz Otto von Bismarck zachował stanowisko. Chory cesarz doprowadził jedynie do dymisji ministra spraw wewnętrznych Roberta von Puttkamera. Podpisał ustawę o przedłużeniu kadencji Reichstagu z trzech do pięciu lat. 11 czerwca przyjął w swojej rezydencji Friedrichskron króla Szwecji Oskara II. Była to ostatnia wizyta, którą przyjął. Zmarł wycieńczony chorobą 15 czerwca 1888 roku po zaledwie 99 dniach panowania. Jego następcą został syn Wilhelm II. Stąd rok 1888 w bywa nazywany Rokiem Trzech Cesarzy.

## Małżeństwo i dzieci
W 1858 poślubił brytyjską księżniczkę Wiktorię Koburg (1840–1901) – córkę królowej brytyjskiej Wiktorii. Z małżeństwa tego urodzili się:
- Fryderyk Wilhelm Albert Wiktor (1859–1941) – cesarz Niemiec
- Wiktoria Elżbieta Augusta Charlotta (1860–1919) – żona księcia Saksonii-Meiningen Bernarda III (1851–1928)
- Albert Wilhelm Henryk (1862–1929) – dowódca Hochseeflotte
- Franciszek Fryderyk Zygmunt (1864–1866)
- Fryderyka Amalia Wilhelmina Wiktoria (1866–1929) – żona księcia Adolfa zu Schaumburg-Lippe (1859–1917), następnie Aleksandra Żubkowa (1901–1936)
- Joachim Fryderyk Ernest Waldemar (1868–1879)
- Zofia Dorota Ulryka Alicja (1870–1932) – żona króla Grecji Konstantyna I (1868–1923)
- Małgorzata Beatrycze Feodora(inne języki) (1872–1954) – żona landgrafa Hesji Fryderyka Karola (1868–1940)

## Tytulatura
Fryderyk, z łaski Bożej cesarz niemiecki, król Prus, margrabia Brandenburgii, burgrabia Norymbergi, hrabia Hohenzollern, suweren i wielki książę Śląska oraz hrabstwa kłodzkiego, wielki książę Nadrenii i Poznania, książę Saksonii, Westfalii i Angarii, Pomorza, Lüneburga, Szlezwiku, Holsztynu, Magdeburga, Bremy, Geldrii, Kleve, Julich i Bergu, jak również Wendów i Kaszub, Krosna, Lęborka, Meklemburgii etc. landgraf Hesji i Turyngii, margrabia Górnych i Dolnych Łużyc, książę Oranii, książę Rugii, Fryzji Wschodniej, Paderborn i Pyrmontu, Halberstadt, Münster, Minden, Osnabrück, Hildesheim, Verden, Kamienia, Fuldy, Nassau, Mörs etc. uksiążęcony hrabia Hennebergu, hrabia Marchii, Ravensburga, Hohenstein, Tecklenburg i Lingen, Mansfeld, Sigmaringen i Veringen, pan Frankfurtu, etc., etc.

## Odznaczenia
Do 1874:

- Order Orła Czarnego z Łańcuchem
- Wielki Komandor z Gwiazdą Orderu Wojskowego Pour le Mérite
- Order Wojskowy Pour le Mérite z Mieczami
- Krzyż Wielki Orderu Orła Czerwonego z Mieczami
- Order Orła Czerwonego I Klasy
- Order Królewski Korony I Klasy z Mieczami
- Order Królewski Hohenzollernów I Klasy
- Krzyż Wielki Krzyża Żelaznego
- Złoty Krzyż Zasługi Wojskowej
- Order Książęcy Hohenzollernów I Klasy z Mieczami
- Order Świętego Jerzego (Hanower)
- Order Lwa Złotego (Hesja)
- Order Lwa Złotego (Nassau)
- Order Alberta Niedźwiedzia I Klasy z Mieczami
- Order Wierności (Badenia)
- Order Zasługi Wojskowej Karola Fryderyka I Klasy
- Krzyż Wielki Orderu Lwa Zeryngeńskiego (Badenia)
- Order Świętego Huberta (Bawaria)
- Krzyż Wielki Orderu Świętego Jerzego (Bawaria)
- Wielka Wstęga Orderu Leopolda (Belgia)
- Krzyż Wielki Orderu Krzyża Południa (Brazylia)
- Krzyż Wielki Orderu Henryka Lwa (Brunszwik)
- Order Słonia (Dania)
- Krzyż Wielki Orderu Legii Honorowej (Francja)
- Krzyż Wielki Orderu Zbawiciela (Grecja)
- Order Podwiązki (Wielka Brytania)
- Krzyż Wielki Orderu Ludwika (Hesja)
- Krzyż Zasługi Wojskowej (Hesja)
- Order Annuncjaty (Sabaudia)
- Krzyż Wielki Orderu Wojskowego (Sabaudia)
- Złoty Medal za Męstwo Wojskowe (Sabaudia)
- Krzyż Wielki Orderu Świętego Ferdynanda (Sycylia)
- Medal Zasługi Wojskowej (Lippe)
- Krzyż Komandorski Orderu Świętego Maryna (San Marino)
- Krzyż Wielki Orderu Korony Wendyjskiej ze Złotą Koroną, Łańcuchem i Brylantami (Meklemburgia-Schwerin)
- Krzyż Zasługi Wojskowej I klasy (Meklemburgia-Schwerin)
- Krzyż Zasługi (Meklemburgia-Strelitz)
- Krzyż Wielki Orderu Guadalupe (Meksyk)
- Krzyż Wielki Orderu Lwa Niderlandzkiego (Holandia)
- Krzyż Wielki Orderu Świętego Stefana (Węgry)
- Krzyż Komandorski Orderu Marii Teresy (Austria)
- Krzyż Wielki Orderu Zasługi z Łańcuchem, Mieczami i Koroną (Oldenburg)
- Order Portretu Władcy z Brylantami (Persja)
- Wstęga Dwóch Orderów (Portugalia):
  - Krzyż Wielki Orderu Chrystusa
  - Krzyż Wielki Orderu Świętego Benedykta z Avis
- Krzyż Wielki Orderu Wieży i Miecza z Łańcuchem (Portugalia)
- Order Świętego Andrzeja (Rosja)
- Order Świętego Aleksandra Newskiego (Rosja)
- Order Orła Białego (Rosja)
- Order Świętej Anny (Rosja)
- Order Świętego Stanisława
- Order Świętego Jerzego II klasy (Rosja)
- Order Korony Rucianej (Saksonia)
- Order Wojskowy Świętego Henryka (Saksonia)
- Krzyż Wielki Orderu Sokoła Białego z Mieczami (Weimar)
- Krzyż Wielki Orderu Ernestyńskiego (Saksonia)
- Order Królewski Serafinów (Szwecja)
- Order Karola XIII (Szwecja)
- Krzyż Wielki Orderu Świętego Olafa (Norwegia)
- Krzyż Wielki Orderu Słonia Białego (Syjam)
- Order Złotego Runa (Hiszpania)
- Order Osmana I klasy (Turcja)
- Order Haszymitów I klasy (Irak)
- Krzyż Wielki Orderu Korony (Wirtembergia)
- Krzyż Wielki Orderu Zasługi Wojskowej (Wirtembergia)
- Order Olgi (1871, Wirtembergia)[12]
- Krzyż Wielki Orderu Kalākauy (1881, Hawaje)[13]

## Genealogia
| Prapradziadkowie                                        | August Wilhelm Hohenzollern (1722–1758) ∞1742 Luiza Amelia z Brunszwiku-Wolfenbüttel (1722–1780)          | landgraf Hesji-Darmstadt Ludwik IX (1719–1790) ∞1741 Karolina Wittelsbach (Pfalz-Zweibrücken) (1721–1774) | Karol I z Meklemburgii-Strelitz (1708–1752) ∞1735 Elżbieta Albertyna z Saksonii-Hildburghausen (1713–1761) | Jerzy Wilhelm z Hesji-Darmstadt (1722–1782) ∞1748 Maria Luiza z Leiningen-Dagsburg-Falkenburg (1729–1818) | Ernest August II z Saksonii-Weimar-Eisenach (1737–1758) ∞1756 Anna Amalia z Brunszwiku-Wolfenbüttel (1739–1807) | landgraf Hesji-Darmstadt Ludwik IX (1719–1790) ∞1741 Karolina Wittelsbach (Pfalz-Zweibrücken) (1721–1774) | cesarz Rosji Piotr III Romanow (1728–1762) ∞1745 cesarzowa Rosji Katarzyna II Wielka (1729–1796)          | Fryderyk Eugeniusz Wirtemberski (1732–1797) ∞1753 Fryderyka Dorota Zofia z Brandenburgii-Schwedt (1736–1798) |
| Pradziadkowie                                           | król Prus Fryderyk Wilhelm II Pruski (1744–1797) ∞1769 Fryderyka Luiza z Hesji-Darmstadt (1751–1805)      | król Prus Fryderyk Wilhelm II Pruski (1744–1797) ∞1769 Fryderyka Luiza z Hesji-Darmstadt (1751–1805)      | Karol II z Meklemburgii-Strelitz (1741–1816) ∞1768 Fryderyka Karolina z Hesji-Darmstadt (1752–1782)        | Karol II z Meklemburgii-Strelitz (1741–1816) ∞1768 Fryderyka Karolina z Hesji-Darmstadt (1752–1782)       | Karol August Wettyn (1757–1828) ∞1775 Luiza z Hesji-Darmstadt (1757–1830)                                       | Karol August Wettyn (1757–1828) ∞1775 Luiza z Hesji-Darmstadt (1757–1830)                                 | car Rosji Paweł I Romanow (1754–1801) ∞1776 Zofia Wirtemberska (1759–1828)                                | car Rosji Paweł I Romanow (1754–1801) ∞1776 Zofia Wirtemberska (1759–1828)                                   |
| Dziadkowie                                              | król Prus Fryderyk Wilhelm III Pruski (1770–1840) ∞1793 Luiza z Meklemburgii-Strelitz (1776–1810)         | król Prus Fryderyk Wilhelm III Pruski (1770–1840) ∞1793 Luiza z Meklemburgii-Strelitz (1776–1810)         | król Prus Fryderyk Wilhelm III Pruski (1770–1840) ∞1793 Luiza z Meklemburgii-Strelitz (1776–1810)          | król Prus Fryderyk Wilhelm III Pruski (1770–1840) ∞1793 Luiza z Meklemburgii-Strelitz (1776–1810)         | Karol Fryderyk Wettyn (1783–1853) ∞1804 Maria Pawłowna Romanowa (1786–1859)                                     | Karol Fryderyk Wettyn (1783–1853) ∞1804 Maria Pawłowna Romanowa (1786–1859)                               | Karol Fryderyk Wettyn (1783–1853) ∞1804 Maria Pawłowna Romanowa (1786–1859)                               | Karol Fryderyk Wettyn (1783–1853) ∞1804 Maria Pawłowna Romanowa (1786–1859)                                  |
| Rodzice                                                 | cesarz niemiecki Wilhelm I Hohenzollern (1797–1888) ∞1829 Augusta z Saksonii-Weimaru-Eisenach (1811–1890) | cesarz niemiecki Wilhelm I Hohenzollern (1797–1888) ∞1829 Augusta z Saksonii-Weimaru-Eisenach (1811–1890) | cesarz niemiecki Wilhelm I Hohenzollern (1797–1888) ∞1829 Augusta z Saksonii-Weimaru-Eisenach (1811–1890)  | cesarz niemiecki Wilhelm I Hohenzollern (1797–1888) ∞1829 Augusta z Saksonii-Weimaru-Eisenach (1811–1890) | cesarz niemiecki Wilhelm I Hohenzollern (1797–1888) ∞1829 Augusta z Saksonii-Weimaru-Eisenach (1811–1890)       | cesarz niemiecki Wilhelm I Hohenzollern (1797–1888) ∞1829 Augusta z Saksonii-Weimaru-Eisenach (1811–1890) | cesarz niemiecki Wilhelm I Hohenzollern (1797–1888) ∞1829 Augusta z Saksonii-Weimaru-Eisenach (1811–1890) | cesarz niemiecki Wilhelm I Hohenzollern (1797–1888) ∞1829 Augusta z Saksonii-Weimaru-Eisenach (1811–1890)    |
| Fryderyk III Hohenzollern (1831–1888), cesarz niemiecki | | | | | | | | |